# Villa Ukika
Villa Ukika est un village chilien, situé à 2 km à l'Est de Puerto Williams, sur l'île Navarino, dans la région de Magallanes et de l'Antarctique chilien. Il est connu comme lieu où vivent les descendants des derniers représentants du peuple des Yagans,.

## Histoire
Le village a été fondé en 1967 après que les autorités navales de Puerto Williams aient décidé de relocaliser le peuple des Yagans qui vivait dans le secteur de Bahía Mejillones. Au cours de la décennie suivante, la population du village a atteint 58 habitants ; pendant la même période, le peuple Yaghan s'est acculturé, grâce à un accès plus facile aux services de santé, à l'éducation et aux communications.
À la fin des années 1990, on comptait 14 maisons à Villa Ukika, la plupart construites en bois et en laiton et occupées par leurs propres propriétaires,. Parmi les habitants les plus connus du village figuraient les sœurs Ursula et Cristina Calderón, les dernières locutrices natives de la langue yagán.
La communauté Yaghan qui vit à la Villa Ukika est propriétaire de la plupart des bâtiments du site, ainsi que des terrains environnants.

## Services
À Villa Ukika se trouve le Centro de Artesanía Yagán Kipa-Ákar — « Maison de la femme » en yagán —, construit entre 2003 et 2004 et où sont exposés et vendus des objets d'artisanat typiquement yaghan, comme des vanneries en roseaux et des répliques à l'échelle des canoës utilisés pour naviguer sur les canaux du sud,. La gastronomie typique du secteur, composée principalement de produits de la mer, est également exposée.